# Narcissus tazetta
Narcissus tazetta es una planta de la familia de las amarilidáceas.

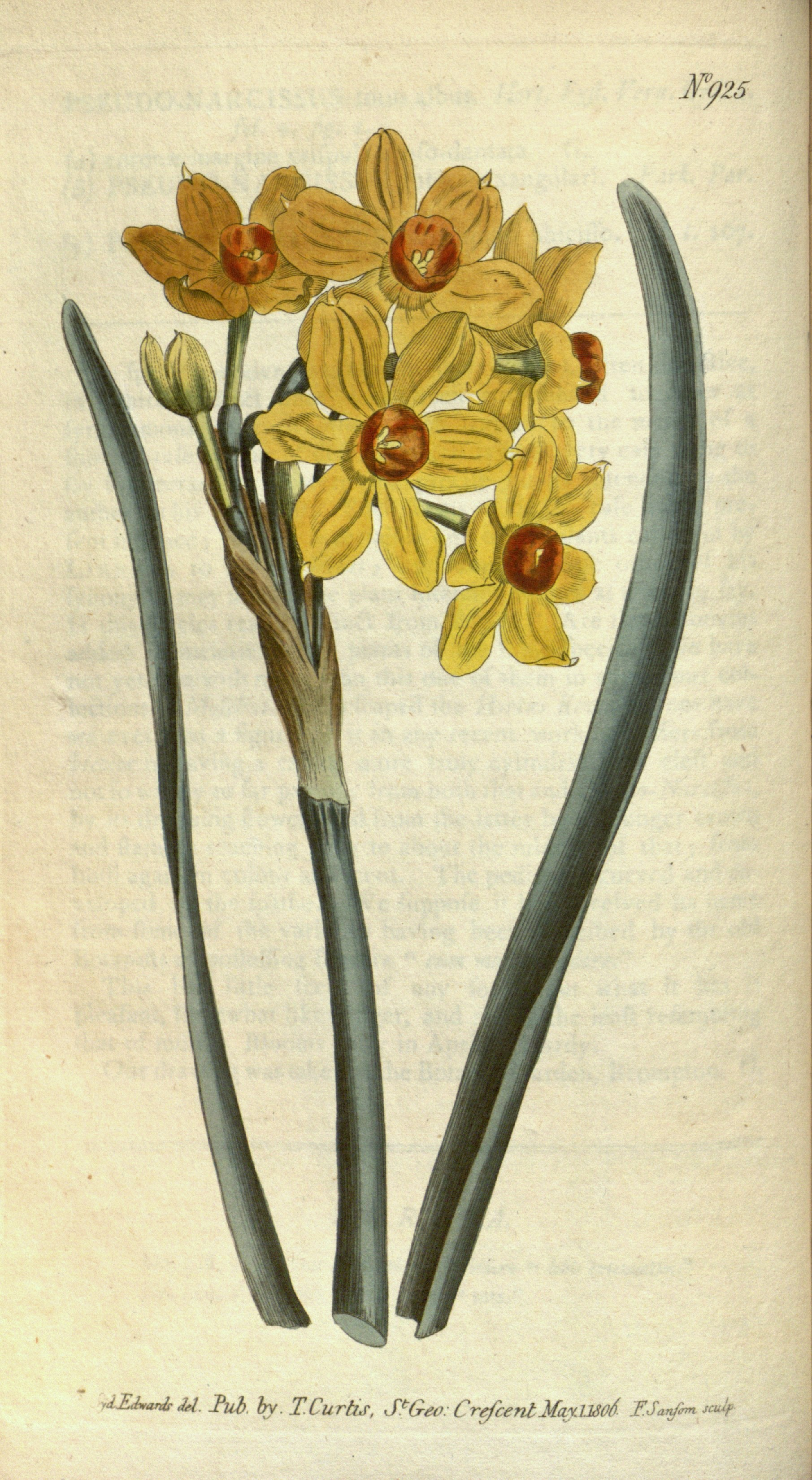
Ilustración

## Descripción
El narciso de manojo (Narcissus tazetta) es una planta bulbosa perenne, glabra con tallo fuerte, de 20-65 cm de alto, comprimido, de 2 cantos y sin hojas. Bulbo ovalado, de hasta 6 cm de largo y 5 cm de grosor. Las 3-6 hojas presentes en la floración son planas o acanaladas, con frecuencia verde azulado, de 20-75 cm de largo y 5-14 mm de ancho. Flores en racimos en número de 2-15, cogantes, de longitud desigual, en un pedúnculo de hasta 7,5 cm de largo en la axila de un tépalo membranoso, de hasta 6,5 cm de largo, aromáticas. Tubo corolino delgado, de 12-30 mm de largo. Pétalos blancos, de color crema o amarillo, extendidos, de 8-22 mm de largo y 4-14 mm de ancho. Corola secundaria en forma de copa, amarilla o naranja, de 3-6 mm de alto. Estambres desiguales, los 3 más largos sobresalientes.

## Hábitat
Terrenos en cultivo, matorrales, orillas de los ríos.

## Distribución
Mediterráneo, Canarias, Cáucaso. 

## Taxonomía
Narcissus tazetta fue descrita por el científico, naturalista, botánico y zoólogo sueco Carlos Linneo y publicado en Species Plantarum 1, 290, en el año 1753.
Citología
Número de cromosomas de Narcissus tazetta (Fam. Amaryllidaceae) y táxones infraespecíficos: n=5 2n=10. 2n=20,21,30,31. 2n=22.
Etimología
Narcissus nombre genérico que hace referencia  del joven narcisista de la mitología griega Νάρκισσος (Narkissos) hijo del dios río Cephissus y de la ninfa Leiriope; que se distinguía por su belleza. 
El nombre deriva de la palabra griega: ναρκὰο, narkào (= narcótico) y se refiere al olor penetrante y embriagante de las flores de algunas especies (algunos sostienen que la palabra deriva de la palabra persa نرگس y que se pronuncia Nargis, que indica que esta planta es embriagadora). 
tazetta: epíteto latino que significa "con pequeña taza".
Variedades aceptadas
- Narcissus tazetta subsp. aureus (Jord. & Fourr.) Baker
- Narcissus tazetta subsp. canariensis (Burb.) Baker
- Narcissus tazetta subsp. chinensis (M.Roem.) Masam. & Yanagih.
- Narcissus tazetta subsp. corcyrensis (Herb.) Baker
- Narcissus tazetta subsp. italicus (Ker Gawl.) Baker
- Narcissus tazetta subsp. tazetta

Sinonimia
- Hermione tazetta (L.) Haw., Suppl. Pl. Succ.: 142 (1819).
- Narcissus aequilimba Herb., Amaryllidaceae: 404 (1837).
- Jonquilla tazetta (L.) Raf., Fl. Tellur. 4: 21 (1838).
- Narcissus aequilimbus Herb., Nyman, Syll. Fl. Eur.: 365 (1855).
- Pancratium tazetta (L.) Sessé et Moc., Fl. Mexic., ed. 2: 85 (1894).
- Narcissus tazetta subsp. eutazetta Briq., Prodr. Fl. Corse: 326 (1910).
- Narcissus linnaeanus Rouy in G.Rouy et J.Foucaud, Fl. France 13: 40 (1912), nom. illeg.
- Narcissus linnaeanus subsp. tazetta Rouy in G.Rouy et J.Foucaud, Fl. France 13: 47 (1912), nom. inval.[7]

## Nombre común
- Castellano: campanitas, candeleros, inclintinas, juncos blancos hediondos, junquillo, meado de burro, meado de zorra, narciso, narciso amarillo, narciso blanco, narciso común, narciso coronado, narciso de Alger, narciso del campo amarillo, narciso de manojo, narciso de ramillete, narciso hediondo, narciso sobredorado, narciso temprano, varica de San José, varita de San José.[8]